# Hyperion (cykl powieści)
Hyperion (ang. Hyperion Cantos) – amerykański cykl składający się z czterech powieści  fantastyczno-naukowych, autorstwa Dana Simmonsa, wydawany w latach 1989-1997. Opowiada o grupie osób, która próbując zapobiec wojnie mogącej zniszczyć ludzkość wybiera się na pielgrzymkę do mitologicznego Dzierzby. Pierwszy tom w 1990 zdobył Nagrodę Hugo i Locusa, a w 1992 otrzymała nominację do nagrody im. Arthura C. Clarke’a. Tom drugi w 1990 został nominowany do nagrody Nebula, a rok później zdobył nagrodę Locusa i BSFA. Był także nominowany do nagrody Hugo.
Cykl składa się z dwóch dylogii: Hyperiona i Endymiona. 

## Książki w serii
| Numer w serii | Polski tytuł      | Oryginalny tytuł     | Oryginalny nr ISBN | Polski nr ISBN         |
| ------------- | ----------------- | -------------------- | ------------------ | ---------------------- |
| 1             | Hyperion          | Hyperion             | ISBN 0-553-28368-5 | ISBN 978-83-7480-557-5 |
| 2             | Zagłada Hyperiona | The Fall of Hyperion | ISBN 0-553-28820-2 | ISBN 978-83-7480-584-1 |
| 3             | Endymion          | Endymion             | ISBN 0-553-57294-6 | ISBN 978-83-7480-900-9 |
| 4             | Triumf Endymiona  | The Rise of Endymion | ISBN 0-553-57298-9 | ISBN 978-83-7480-919-1 |